# Джано-дель-Умбрия
Джа́но-дель-У́мбрия (итал. Giano dell'Umbria) — коммуна в Италии, расположена в области Умбрия, в провинции Перуджа.
Население коммуны составляет 3619 человек (2008 г.), плотность населения составляет 81 чел./км². Коммуна занимает площадь 44 км². Почтовый индекс — 6030. Телефонный код — 0742.
Святым покровителем коммуны почитается святой Феликс из Масса-Мартана, празднование 30 октября.

## Демография
Динамика населения:

## Администрация коммуны
- Официальный сайт: http://www.giano.umbria.it/